# Raúl Dreyfus
Raúl Dreyfus (15 de febrero de 1926-26 de mayo de 2020) fue un futbolista y periodista deportivo peruano. Natural de Áncash, nacido en la hacienda San Jacinto, provincia del Santa.

## Trayectoria
Desempeñó como arquero, iniciándose en el Defensor Lima para luego pasar a Universitario de Deportes en 1947 y siendo campeón en el Campeonato Peruano de Fútbol de 1949 junto al mítico «Lolo» Fernández. También pasó por Atlético Chalaco y Association Chorrillos, donde culminó su carrera deportiva en 1957.
Simultáneamente ejercía el periodismo en la revista Equipo, profesión a la que se dedicó plenamente luego de retirarse del fútbol. Fue considerado el periodista deportivo de más edad del mundo y destacó, sobre todo, por sus labores como editor y redactor de múltiples diarios y revistas entre las que se destacan Valle de Nepeña, Revista Universitario de Deportes, entre otros. También desplegó su talento en La Crónica y Última Hora. Asimismo, conformó varios espacios de radiodifusión como Radio El Sol en el programa deportivo La mañana del Veco, Excélsior, entre otros.

## Clubes
| Club                      | País | Temporada |
| ------------------------- | ---- | --------- |
| Defensor Lima             | Perú | 1944      |
| Universitario de Deportes | Perú | 1947-1951 |
| Association Chorrillos    | Perú | 1952      |
| Atlético Chalaco          | Perú | 1953      |
| Unión Callao              | Perú | 1954      |
| Jorge Chávez              | Perú | 1955      |
| Association Chorrillos    | Perú | 1957      |

## Palmarés
| Título           | Club                      | País | Año  |
| ---------------- | ------------------------- | ---- | ---- |
| Primera división | Universitario de Deportes | Perú | 1949 |